# Juan Galmés
Juan Galmés es un deportista español que compitió en vela en la clase Soling. Ganó una medalla de oro en el Campeonato Mundial de Soling de 1994.

## Palmarés internacional
| \| Campeonato Mundial \| Campeonato Mundial \| Campeonato Mundial \| Campeonato Mundial \| \| Año \| Lugar \| Medalla \| Clase \| \| ------------------ \| --------------------- \| ------------------ \| ------------------ \| \| 1994 \| Helsinki ( Finlandia) \| Medalla de oro \| Soling \| |                       |                |        |
| Campeonato Mundial |                       |                |        |
| Año | Lugar                 | Medalla        | Clase  |
| 1994 | Helsinki ( Finlandia) | Medalla de oro | Soling |